# Altmannsdorf (Gemeinde Taiskirchen)
Altmannsdorf (ugs. Oimingstöf) ist eine Ortschaft im oberösterreichischen Innviertel und Teil der Gemeinde Taiskirchen im Innkreis im Bezirk Ried im Innkreis.

## Geschichte
Eine frühe urkundliche Erwähnung als Altmanstorff findet sich in der „Grenz-, Güter- und Volksbeschreibung des Landgerichts Schärding“ und stammt aus dem Jahr 1433.